# J.J.ピコロ
- J.J.ピコーロ
- J.J.ピコッロ
- J.J.ピッコロ

ジョン・P・ピコロ（John P. Picollo 1970年12月10日 - ）は、アメリカ合衆国ニュージャージー州カムデン郡チェリーヒル出身の元プロ野球選手（捕手）。右投右打。現在は、MLBのカンザスシティ・ロイヤルズのゼネラルマネージャー （GM）（2021年9月 - ）兼球団編成総責任者（2022年9月 - ）兼球団副社長。

## 経歴

### プロ入り前
1989年のMLBドラフト16巡目（全体420位）でシンシナティ・レッズから指名されたが、この時は契約せずにジョージ・メイソン大学へ進学した。
1993年のMLBドラフト14巡目（全体400位）で再びレッズから指名されたが、この時も契約しなかった。

### 現役時代
1994年にニューヨーク・ヤンキースと契約してプロ入り。シーズンでは傘下のA-級オネオンタ・ヤンキースでプレーしたが5試合の出場にとどまり、この年限りで引退した。

### 引退後
その後、1999年よりアトランタ・ブレーブス入りし、スカウトを務めた。
2006年6月、カンザスシティ・ロイヤルズのGMだったアラード・ベアードの解任を受け、ブレーブスのGM補佐だったデイトン・ムーアが後任に抜擢されると、ピコロも追従してロイヤルズへ移った。ロイヤルズでは選手育成ディレクターを務めた後、2021年9月にはGM、2022年9月には球団編成総責任者へとムーアの後を受けて昇進した。また、2022年9月の球団編成総責任者への昇進時には球団副社長も兼務することが発表されている。